# Camillo Mariani
Camillo Mariani, född 1567 i Vicenza, död 1611 i Rom, var en italiensk skulptör, målare och arkitekt under manierismen och ungbarocken. Han var elev till Alessandro Vittoria.
Marianis mästerverk är de åtta helgonskulpturer som pryder interiören i kyrkan San Bernardo alle Terme på Quirinalen i Rom. De avbildar Augustinus, Monika, Maria Magdalena, Franciskus av Assisi, Bernhard av Clairvaux, Katarina av Alexandria, Katarina av Siena och Hieronymus.
Camillo Mariani avled 1611 och är begravd kyrkan Santa Susanna.

## Verk i urval
- Helgonskulpturerna Augustinus, Monika, Maria Magdalena, Franciskus av Assisi, Bernhard av Clairvaux, Katarina av Alexandria, Katarina av Siena och Hieronymus (omkring 1600) – San Bernardo alle Terme[3][4]
- Fem förgyllda bronsänglar – Cappella Paolina, Santa Maria Maggiore[5][6]
- Konungarnas tillbedjan (tillsammans med Pietro Paolo Olivieri) – Cappella Caetani, Santa Pudenziana[7]
- Den helige Petrus – Cappella Aldobrandini, Santa Maria sopra Minerva[8]
- Den helige Paulus – Cappella Aldobrandini, Santa Maria sopra Minerva[8]
- Religionen, Gravmonument över Lesa Deti – Cappella Aldobrandini, Santa Maria sopra Minerva[2]

## Bilder
| - Den helige Hieronymus, San Bernardo alle Terme. - Altaret i Cappella Paolina i Santa Maria Maggiore med Marianis fem förgyllda bronsänglar. - Konungarnas tillbedjan, Santa Pudenziana. - Gravmonument över Lesa Deti (påve Clemens VIII:s mor) i Cappella Aldobrandini i Santa Maria sopra Minerva. Mariani har utfört skulpturen Religionen till höger. |